# Герреро, Дайан
Дайан Герреро (англ. Diane Guerrero [daɪ.ˈæn ɡeˈreɾo]; род. 21 июля 1986) — американская актриса. Она наиболее известна благодаря своей роли Марицы Рамос в сериале Netflix «Оранжевый — хит сезона».

## Биография
Герерро родилась в Пассейике, Нью-Джерси в семье колумбийских родителей и выросла в Бостоне (Массачусетс). Будучи единственным членом семьи с гражданством США, она осталась в стране, когда её родители и старший брат были депортированы в Колумбию, когда ей было четырнадцать. С тех пор она воспитывалась в двух приёмных семьях, а перед актёрской карьерой работала в адвокатской конторе.
Герреро дебютировала на телевидении в эпизоде сериала «Следствие по телу», а затем получила второстепенную роль в ситкоме «Ну что, приехали?». В 2012 году она безуспешно пробовалась на роль в сериале «Коварные горничные», после чего присоединилась к «Оранжевый — хит сезона» во второстепенной роли Марицы Рамос, одной из латиноамериканских заключенных. Герреро с тех пор сыграла основную роль в независимом фильме «Смайлик», получая похвалу от критиков, а также появилась в сериалах «Голубая кровь», «В поле зрения» и «Роковой патруль». Осенью 2014 года она также взяла на себя второстепенную роль подруги главной героини в сериале The CW «Девственница Джейн».

## Фильмография
| Год       |     | Русское название          | Оригинальное название   | Роль                           |
| --------- | --- | ------------------------- | ----------------------- | ------------------------------ |
| 2011      | кор | Эшли/Эмбер                | Ashley/Amber            | Эшли                           |
| 2011      | с   | Следствие по телу         | Body of Proof           | Сара Гонсалес                  |
| 2011      | ф   | Фестиваль                 | Festival                | модель Ивана                   |
| 2012      | ф   | Вне контроля              | Beyond Control          | Таша                           |
| 2012      | с   | Ну что, приехали?         | Are We There Yet?       | Стейси                         |
| 2012      | кор | Спасенный поляком         | Saved by the Pole       | Принцесса                      |
| 2012      | ф   | Открытая вакансия         | Open Vacancy            | Татьяна                        |
| 2012      | с   | Голубая кровь             | Blue Bloods             | Кармен                         |
| 2013—2019 | с   | Оранжевый — хит сезона    | Orange Is the New Black | Марица Рамос                   |
| 2013      | с   | В поле зрения             | Person of Interest      | Эшли                           |
| 2014      | с   | Такси: Южный Бруклин      | Taxi Brooklyn           | Кармен Лопез                   |
| 2014      | ф   | Эмотикон ;)               | Emoticon ;)             | Аманда Невинс                  |
| 2018—2019 | мс  | Елена — принцесса Авалора | Elena of Avalor         | Вестия                         |
| 2019—2021 | с   | Роковой патруль           | Doom Patrol             | Кей Чаллис / Сумасшедшая Джейн |
| 2021      | мф  | Энканто                   | Encanto                 | Исабела Мадригаль              |